# Elecciones estatales extraordinarias de Nayarit de 2021
Las elecciones estatales extraordinarias de Nayarit de 2021 se llevaron a cabo el domingo 5 de diciembre de 2021, y en ellas se elegirán los siguientes cargos de elección popular en el estado de Nayarit: 
- 1 ayuntamiento. Compuestos por un Presidente Municipal y regidores, electos para un periodo de dos años y ocho meses. Esto debido a que en el Municipio de La Yesca, los comicios del 6 de junio no pudieron realizarse debido a la manifestación de personas inconformes con la revocación de una candidatura independiente.[2]